# Вишково
Вишково (хорв. Viškovo) — община в Хорватии, входит в Приморско-Горанскую жупанию. Община состоит из 7 населённых пунктов. По данным 2001 года, в ней проживали 8907 человек. Общая площадь общины составляет 19 км².